# 金棕犬齒非鯽
金棕犬齒非鯽又名金棕小麗魚，為輻鰭魚綱䲁形目麗魚科犬齒非鯽屬的其中一種，分布於非洲馬拉威湖流域，體長可達7.3公分，生活習性不明。

## 擴展閱讀
- 維基物種上的相關：金棕犬齒非鯽